# Nazionale maschile di beach soccer della Nuova Caledonia
La nazionale di beach soccer della Nuova Caledonia rappresenta la Nuova Caledonia nelle competizioni internazionali di beach soccer.

## Rosa
Aggiornata ad agosto 2013.
| N. |                            | Ruolo | Calciatore         |
| -- | -------------------------- | ----- | ------------------ |
| 2  | Nuova Caledonia (bandiera) | D     | Loic Wakanumune    |
| 3  | Nuova Caledonia (bandiera) | D     | Steevens Longue    |
| 4  | Nuova Caledonia (bandiera) | D     | Ludovic Wakanumune |
| 5  | Nuova Caledonia (bandiera) | D     | Georges Wadenges   |
| 6  | Nuova Caledonia (bandiera) | C     | Augustin Truijij   |
| 7  | Nuova Caledonia (bandiera) | A     | Patrick Diaiké     |

| N. |                            | Ruolo | Calciatore             |
| -- | -------------------------- | ----- | ---------------------- |
| 8  | Nuova Caledonia (bandiera) | C     | Olivier Dokunengo      |
| 9  | Nuova Caledonia (bandiera) | A     | Ramon Djamali          |
| 10 | Nuova Caledonia (bandiera) | C     | Kouriane Dokunengo     |
| 11 | Nuova Caledonia (bandiera) | A     | Jean-Pierre Ayawa      |
| 12 | Nuova Caledonia (bandiera) | P     | Benjamin Foawy         |
| 13 | Nuova Caledonia (bandiera) | C     | Jean-Xavier Wakanumune |

Allenatore: Felix Tagawa